# Smite
Smite (gestileerd als SMITE) is een free-to-play strategisch MOBA-spel dat is ontwikkeld en uitgegeven door Hi-Rez Studios. Het spel kwam uit op 25 maart 2014 voor Windows, en verscheen de daarop volgende jaren ook voor Xbox One, PlayStation 4, macOS en de Switch.

## Spel
Spelers besturen in Smite een god, godin of ander mythologisch figuur, die deelneemt in team-gebaseerde gevechten. Hierbij kunnen verschillende tactieken gebruikt worden om de tegenstander te verslaan.
Smite heeft meerdere player versus player (PvP) spelmodi, en heeft daarnaast een actieve gemeenschap die deelneemt in e-sports toernooien, zoals het jaarlijks gehouden Smite World Championship met een prijzenpot van een miljoen dollar.

## Gameplay
Smite heeft verschillende spelmodi waarvan de grootste Conquest (verovering) is. Spelers worden opgedeeld in twee teams met elk vijf spelers. Er lopen drie wegen (lanes) van de ene naar de andere kant in de map. Elke weg wordt verdedigd door een Phoenix met extra verdedigingstorens die schade uitdelen aan elke speler die in de buurt komt. Doel van het spel is om elke Phoenix van de tegenstander te verslaan, evenals hun Titan.
Aan het begin van elk spel kiest een speler zijn of haar personage. Er zijn 101 karakters uit dertien verschillende pantheons. Karakters zijn onderverdeeld in klassen, zoals aanvaller, verdediger, jager, magiër of krijger.
De pantheons zijn:
| - Matière de Bretagne - Keltische mythologie - Chinese mythologie - Egyptische mythologie - Griekse mythologie - Hindoeïsme - Japanse mythologie | - Mayamythologie - Noordse mythologie - Polynesische mythologie - Romeinse mythologie - Slavische mythologie - Vodou - Yorubareligie |

De speler bestuurt zijn of haar god vanuit de derde persoon, in tegenstelling tot veel andere computerspellen die vanuit een top-downperspectief gespeeld worden.

## Ontvangst
| Recensiescore       | Recensiescore                 |
| Recensieverzamelaar | Score                         |
| ------------------- | ----------------------------- |
| GameRankings        | 88% (PC) 78% (XONE)           |
| Metacritic          | 83% (PC) 80% (XONE) 79% (PS4) |
| Publicist           | Score                         |
| Destructoid         | 7/10                          |
| GameSpot            | 8/10                          |
| GamesRadar+         | 4/5                           |
| IGN                 | 8,5/10                        |

Smite ontving positieve recensies. Het spel heeft een score op aggregatiewebsites Metacritic en GameRankings van respectievelijk 83% en 88%.

## Professionele competities
Midden 2014 kwam Hi-Rez Studios met een systeem waarbij spelers konden deelnemen in professionele competities in teams van vijf. De beste teams werden uitgenodigd om te spelen in het Smite World Championship. Dit internationale evenement werd voor het eerst gehouden op 9 januari 2015. De totale prijzenpot bedroeg op dat moment 2,6 miljoen dollar, en was het derde grootste bedrag in e-sports. In latere jaren werd het maximumbedrag beperkt tot een miljoen dollar.
| Jaar | Eerste plaats   | Tweede plaats | Derde plaats                 |
| ---- | --------------- | ------------- | ---------------------------- |
| 2015 | Team SoloMid    | Team Dignitas | COGnitive Gaming             |
| 2015 | COGnitive Prime | Titan         | COGnitive Red                |
| 2016 | Epsilon eSports | Enemy         | Cloud9/Paradigm              |
| 2017 | NRG Esports     | Obey Alliance | Team Eager/Luminosity Gaming |
| 2018 | eUnited         | Team Rival    | NRG Esports/Obey Alliance    |
| 2019 | Splyce          | Team Rival    | TrifectaGG/Team Dignitas     |